# Thaning & Appel
Thaning & Appel er et dansk uafhængigt bogforlag, hvis udgivelser primært falder indenfor oversat litteratur. Forlaget blev grundlagt i 1866 i Købmagergade i København af to boghandlere, Lauritz Appel og Wilhelm Thaning. Fra 1941 og 26 år frem blev forlaget drevet af Godfred Hartmann og Niels Helweg-Larsen. Siden 1967 har forlaget været en familieejet virksomhed. 1. maj 2011 overtog Gyldendal alle aktiviteter i forlaget.